# Tân Dương, Nam Ninh
Tân Dương (chữ Hán giản thể: 宾阳县, bính âm: Bīnyáng Xiàn, Hán Việt: Tân Dương huyện) là một huyện tại thành phố Nam Ninh, khu tự trị dân tộc Choang, Quảng Tây, Cộng hòa Nhân dân Trung Hoa. Huyện này có diện tích 2.314 km², dân số năm 2002 là 980.000 người. Huyện Tân Dương được nhập vào địa cấp thị Nam Ninh từ tháng 7 năm 2003.

## Hành chính
Huyện này được chia thành các đơn vị hành chính gồm:
- 16 trấn: Tân Châu, Tân Kiều, Tư Lũng, Tân Vu, Trâu Vu, Dương Kiều, Hòa Cát, Đại Kiều, Vương Linh, Lê Đường, Vũ Lăng, Trung Hoa, Cổ Lạt, Cam Đường, Lộ Vu, Trần Bình.